# João José Xavier do Carvalhal Esmeraldo e Vasconcelos de Atouguia de Bettencourt de Sá Machado
João José Xavier do Carvalhal Esmeraldo e Vasconcelos de Atouguia de Bettencourt de Sá Machado (Funchal, 7 de Março de 1778 — 11 de Novembro de 1837), 1.º Conde do Carvalhal, foi um empresário, militar e político português.

## Família
Filho de João do Carvalhal Esmeraldo de Atouguia e Câmara (29 de Agosto de 1733 - ?), Fidalgo da Casa Real por Alvará de 26 de Outubro de 1734, Familiar do Santo Ofício da Inquisição de Lisboa, Senhor de vários Morgados, etc., e de sua mulher Isabel Maria de Sá Acciaiuoli (22 de Março de 1741 - ?).

## Biografia
Foi Fidalgo Cavaleiro da Casa Real por sucessão a seus maiores por Alvará de 14 de Maio de 1781, 11.º Senhor e Administrador do Morgado do Espírito-Santo na Lombada dos Esmeraldos, de Ponta Delgada, e doutros Morgados na Ilha da Madeira, em sucessão a seu pai. Cavaleiro Professo na Ordem de Cristo e Coronel do Regimento de Milícias da Calheta. Foi o maior proprietário agrícola da Ilha da Madeira.
1.º Governador Civil do Distrito do Funchal, nomeado por Carta Régia de 13 de Setembro de 1835 até 7 de Dezembro de 1835.
O título foi-lhe concedido por Decreto e Carta de 13 de Outubro de 1835 da Rainha D. Maria II de Portugal. Usou por Armas: Esmeraldo; timbre: Esmeraldo; Coroa de Conde.
Morreu solteiro e sem geração. Não havendo descendentes o título passou para o seu sobrinho-neto António Leandro da Câmara Leme do Carvalhal Esmeraldo de Atouguia de Sá Machado, 2.º Conde do Carvalhal.